# ライアン・アギラール
- ライアン・アギラル

ライアン・スコット・アギラール（Ryan Scott Aguilar、1994年9月11日 - ）は、 アメリカ合衆国カリフォルニア州オレンジ郡ヨーバリンダ出身のプロ野球選手（一塁手、外野手）。左投左打。リーガ・メヒカーナ・デ・ベイスボル（メキシカンリーグ）のドスラレドス・オウルズ所属。

## 経歴

### プロ入りとブルワーズ傘下時代
2016年のMLBドラフト31巡目（全体921位）でミルウォーキー・ブルワーズから指名され、プロ入り。契約後、傘下のルーキー級アリゾナ・コンプレックスリーグ・ブルワーズでプロデビュー。5試合に出場して打率.278を記録し、ルーキー級パイオニアリーグのヘレナ・ブルワーズに昇格した。この年は2球団合計で45試合に出場して打率.252、2本塁打、16打点、9盗塁を記録した。
2017年はA級ウィスコンシン・ティンバーラトラーズでプレーし、105試合に出場して打率.206、2本塁打、23打点、7盗塁を記録した。
2018年はA+級カロライナ・マドキャッツでプレーし、126試合に出場して打率.223、8本塁打、56打点、5盗塁を記録した。
2019年の大半をA級カロライナで過ごし、105試合に出場して打率.272、9本塁打、47打点を記録した。その後AA級ビロクシ・シャッカーズに昇格し、24試合に出場して打率.236、3本塁打、8打点を記録した。
2020年は新型コロナウイルスの感染拡大の影響でマイナーリーグが開催されなかったため、公式戦の出場はなかった。
2021年、AA級ビロクシで74試合に出場したが、打率.146、6本塁打、21打点という低調な成績に終わった。8月16日に自由契約となった。

### エンゼルス時代
2021年12月15日にロサンゼルス・エンゼルスとマイナー契約を結んだ。
2022年は開幕からAA級ロケットシティ・トラッシュパンダズに配属され、88試合に出場して打率.280、15本塁打、48打点、OPS.944と復調を遂げた。8月26日にメジャー契約を結んでアクティブ・ロースター入りし、同日のトロント・ブルージェイズ戦でメジャーデビューした。8月27日にアレク・マノアから二塁打を放ってメジャー初安打を記録したが、三塁に進もうとした際にアウトとなった。9月9日にDFAとなり、11日にマイナー契約で再契約を結んだ。
2023年はAA級ロケットシティで開幕を迎えたが、22試合に出場して打率.169、1本塁打、9打点という成績に終わり、6月19日に自由契約となった。

### メキシカンリーグ時代
2023年7月13日にリーガ・メヒカーナ・デ・ベイスボル（メキシカンリーグ）のドスラレドス・オウルズと契約した。この年は15試合に出場して、打率.177、1本塁打、3打点を記録した。
2024年はドスラレドスで63試合に出場して、打率.211、1本塁打、12打点を記録した。

## 詳細情報

### 年度別打撃成績
| 年 度    | 球 団    | 試 合 | 打 席 | 打 数 | 得 点 | 安 打 | 二 塁 打 | 三 塁 打 | 本 塁 打 | 塁 打 | 打 点 | 盗 塁 | 盗 塁 死 | 犠 打 | 犠 飛 | 四 球 | 敬 遠 | 死 球 | 三 振 | 併 殺 打 | 打 率 | 出 塁 率 | 長 打 率 | O P S |
| -------- | -------- | ----- | ----- | ----- | ----- | ----- | -------- | -------- | -------- | ----- | ----- | ----- | -------- | ----- | ----- | ----- | ----- | ----- | ----- | -------- | ----- | -------- | -------- | ----- |
| 2023     | LAA      | 7     | 26    | 22    | 2     | 3     | 1        | 0        | 0        | 4     | 2     | 0     | 0        | 0     | 1     | 2     | 0     | 1     | 14    | 0        | .136  | .231     | .182     | .413  |
| MLB：1年 | MLB：1年 | 7     | 26    | 22    | 2     | 3     | 1        | 0        | 0        | 4     | 2     | 0     | 0        | 0     | 1     | 2     | 0     | 1     | 14    | 0        | .136  | .231     | .182     | .413  |

- 2024年度シーズン終了時

### 背番号
- 39（2022年）